# シャンジュ橋
シャンジュ橋（仏：Pont au Change）は、フランスのパリ、セーヌ川に架かる橋である。1区と4区の境界にあり、シテ島のコンシェルジュリー前から右岸（北岸）のシャトレ広場を結んでいる。
初代の橋は9世紀、シャルル2世の治世に架けられた。ノルマン人（ヴァイキング）襲来に備えて要塞のル・グラン・シャトレがシャトレ広場側に再築された。さらに、同シャトレ広場側に橋の上に彫金師、両替商が店を構えていたためシャンジュ橋と呼ばれるようになった。あまりにも店が密集して建っていたため、橋を渡る人はセーヌ川が見えなかったという。

## 交通
- メトロ1、4、7、11、14号線 シャトレ駅下車

## 隣の橋
（上流）アルコル橋―ノートルダム橋―シャンジュ橋―ポン・ヌフ―ポンデザール（下流）